# Abd-ar-Rahman ibn Khàlid
Abd-ar-Rahman ibn Khàlid ibn al-Walid al-Makhzumí al-Quraixí (àrab: عبد الرحمن بن خالد بن الوليد المخزومي القرشي, ʿAbd ar-Raḥmān b. Ḫālid b. al-Walīd al-Maḫzūmī al-Quraxī), també conegut senzillament com a Abd-ar-Rahman ibn Khàlid (mort 666) fou un general àrab musulmà, únic fill del cèlebre general omeia Khàlid ibn al-Walid.
Va manar una unitat en la batalla de Yarmuk amb només 18 anys. El califa Muàwiya I el va nomenar governador d'Homs i va dirigir algunes de les expedicions sirianes a Anatòlia. En esclatar la guerra civil, al servei de Muàwiya, va rebutjar una expedició vinguda des de l'Iraq a la Jazira; es va trobar amb Muàwiya a Siffín i fou el seu portaestendard.
Muàwiya va tenir por que fos un rival per a Yazid en la successió i el va fer enverinar pel seu metge, un cristià de nom Ibn Uthal, el 666; un parent d'Abd-ar-Rahman va matar un temps després el metge.